# Finn Ferner
Finn Ferner   (Oslo, 10 de març de 1920 - Nesøya, 11 de març de 2001) va ser un regatista noruec que va guanyar una medalla olímpica. Era germà del també regatista Johan Ferner.
Finn Christian Ferner era fill del sastre Ferner Jacobsen, propietari d'uns grans magatzems, i la seva esposa, Ragnhild Olsen. Amb els anys, ell i alguns dels seus germans van adoptar el nom de pila del seu pare com a cognom.
El 1952 va prendre part en els Jocs Olímpics d'Estiu de Hèlsinki, on guanyà la medalla de plata en la categoria de 6 metres del programa de vela. A bord de l'Elisabeth X compartí equip amb Johan Ferner, Erik Heiberg, Carl Mortensen i Tor Arneberg. El 1960, als Jocs de Roma, fou setè en la categoria de 5,5 metres del programa de vela.